# 冒失娘
冒失娘（ドジっ娘），日本動漫角色原型之一。指經常弄翻物件、行事笨拙、「大錯不出，小錯不斷」、總是搞出呆呆笨笨事情的少女。

## 字源
日文或是指人或事的出錯和失誤。中文意譯的「冒失」，是指做事有漏失，而不是為人魯莽無禮的意思。中譯的日本動漫中，「娘」多指少女、姑娘，而非中年婦女或母親。

## 角色特徵
冒失娘是具有萌特徵的少女。
冒失娘多處在包含勞務的職位（女僕、雜務、幹事、技工等等），她們常常專心和努力地工作，卻又總是錯漏百出（如碰翻東西、拿錯物件、搞錯資料、記錯時間、去錯地方……）。她們了解自己工作崗位的重要性和對於整個團體的影響，故此每當「事故發生」（時常是跌倒）時，她們總會顯得非常尷尬，連忙向上頭和「受害者」道歉。
冒失娘會盡用方法改善自己，擁有屢敗屢戰的上進心、非常有毅力、真誠和禮貌。她們只會流淚，不會大哭。雖然不斷經歷挫敗，但亦不會輕易放棄，因此經常得到身邊的人的憐惜、諒解和支持。也許她們欠缺的只是一點運氣。